# Алтауское
Алтауское, Алтаусское — озеро с солёной, солоноватой и пресной водой в России, в Дагестане.

## Информация об объекте
Озеро Алтауское находится на востоке Кумторкалинского района, северо-восточнее села Темиргое. Лежит на высоте 20,2 м ниже уровня моря. Площадь озера — 6,35 км², по другим данным — 7,8 км². Размеры озера — 6 на 2 км. Глубина — от 1 до 1,5 м, по другим данным от 0,5 до 2 м.
Источники водоснабжения озера — грунтовые и паводковые воды, дождевое питание, основной массив воды поступает через канал имени Октябрьской Революции. Из Алтаусского озера вода по сбросному каналу поступает в озера Алмалинское и Осадчего. Алтаусское озеро используется Алмалинским рыбхозом для разведения рыбы и как нагульный водоём.
На озере отмечено обитание более 20 редких видов птиц.